# Nöda
Nöda ist eine Gemeinde im Landkreis Sömmerda in Thüringen. Sie gehört der Verwaltungsgemeinschaft Gramme-Vippach an, die ihren Verwaltungssitz in der Gemeinde Schloßvippach hat.

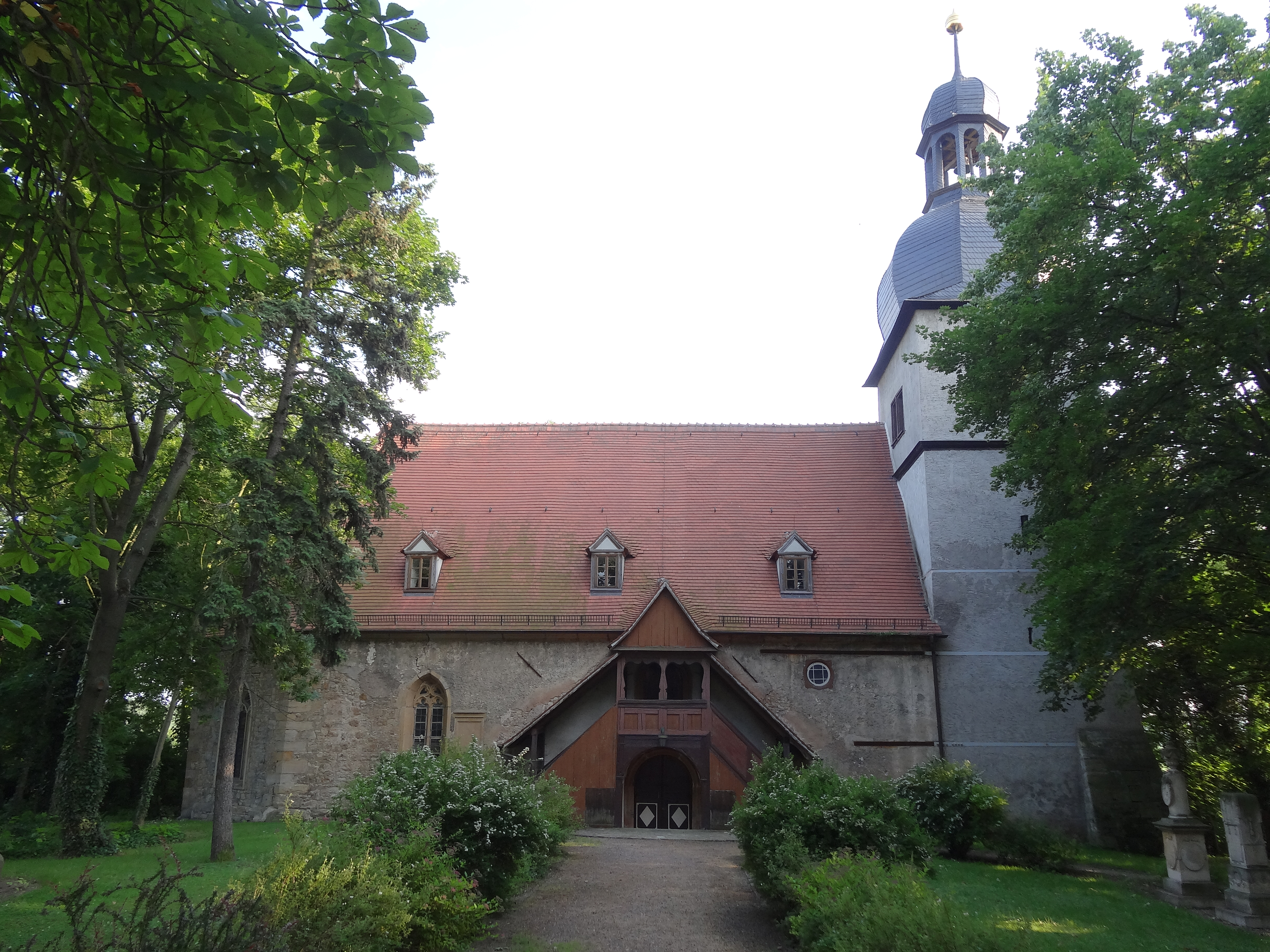
Dorfkirche im Ort

## Geografie
Nöda liegt im südöstlichen Teil des Thüringer Beckens. Mit 192 m ist die Nödaer Warthe die höchste Erhebung des Dorfes. Die Gemeinde hat eine Gesamtfläche von 640 Hektar, davon sind ca. 80 Hektar Wasserfläche, die hauptsächlich durch den Kiesabbau entstanden ist. An Nöda grenzen die Gemeinden Riethnordhausen, Alperstedt und die Landeshauptstadt Erfurt.

## Geschichte
Im Jahre 1308 erfolgte die erste urkundliche Erwähnung im Kirchenbuch von "Sankt Severi" in Erfurt. Um das Jahr 1500 wurde die heute evangelische Sankt-Marien-Kirche im spätgotischen Stil erbaut. Der Ort gehörte bis 1815 als Exklave zum kursächsischen Amt Weißensee. Durch die Beschlüsse des Wiener Kongresses kam er zum Großherzogtum Sachsen-Weimar-Eisenach und wurde 1816 dem Amt Großrudestedt zugeteilt. Mit der Auflösung des Amts kam der Ort 1850 zum Verwaltungsbezirk Weimar, zu dem er bis 1920 gehörte.
Bei Beginn der Zeit des Nationalsozialismus fand in Nöda eine Straßenschlacht zwischen SA-Leuten und Kommunisten statt, bei der eine Person verletzt wurde. Im Rahmen des „Euthanasie“-Mordprogramms der Aktion T4 wurden vier Einwohner getötet. Während des Zweiten Weltkrieges mussten 51 Frauen und Männer aus Polen, Russland, Jugoslawien und Italien in der Landwirtschaft Zwangsarbeit verrichten.

### Einwohnerentwicklung
Entwicklung der Einwohnerzahl:
- 1994 - 601
- 1995 - 632
- 1996 - 729
- 1997 - 811
- 1998 - 817
- 1999 - 857
- 2000 - 869
- 2001 - 845
- 2002 - 837
- 2003 - 841
- 2004 - 848
- 2005 - 841
- 2006 - 831
- 2007 - 842
- 2008 - 851
- 2009 - 834
- 2010 - 821
- 2011 - 828
- 2012 - 820
- 2013 - 817
- 2014 - 827
- 2015 - 834
- 2016 - 823
- 2017 - 830
- 2018 - 815
- 2019 - 805
- 2020 - 795
- 2021 - 809

 Datenquelle: Thüringer Landesamt für Statistik

## Politik

### Gemeinderat
Der Gemeinderat aus Nöda setzt sich aus fünf Mitgliedern der CDU und 3 Mitgliedern der Wählergemeinschaft Nöda zusammen (Stand: Kommunalwahl am 25. Mai 2014).

### Bürgermeister
Seit 2016 ist Stefan Berth (CDU) der ehrenamtliche Bürgermeister von Nöda. Er wurde zuletzt 2022 im Amt bestätigt.

## Sport
In der Gemeinde Nöda befindet sich der Alperstedter See (ca. 66 Hektar Wasserfläche). An diesen angrenzend wurde ein Wassersportzentrum errichtet, welches vielfältige Möglichkeiten zur Freizeitgestaltung und Erholung bietet.